# 石山吴萸
石山吴萸（学名：Tetradium calcicola）为芸香科吴茱萸属的植物，为中国的特有植物。分布于中国大陆的云南、广西、贵州等地，生长于海拔300米至1,600米的地区，多生于山地疏林中以及石灰岩山地的阳坡，目前尚未由人工引种栽培。

## 异名
- Euodia calcicola Chun ex Huang